# Украинское театральное общество
Украинское театральное общество (УТО) (укр. Українське театральне товариство) — творческая общественная организация, объединявшая работников театра Украинской ССР.

## История
В 1917 году в Троицком доме Киева состоялось народное собрание деятелей украинского театра. Было решено созвать Всеукраинский съезд актеров и создать Украинское театральное общество. Однако, в связи с революцией и последовавшими за нею событиями, эти
планы не были осуществлены.
Основано УТО было в Киеве в 1944 году. Учредительный съезд состоялся в 1948 году.

## Структура
Правление УТО возглавляли народные артисты СССР:
1. И. С. Паторжинский (1948—1954)
2. Н. М. Ужвий (1954—1973)
3. О. Я. Кусенко (1973—1987)

Деятельность УТО была направлена на повышение квалификации работников театра, в частности, через существующие творческие лаборатории и семинары. Проводило творческие обзоры, конференции, дискуссии, обсуждения деятельности театров, их репертуара, занималось пропагандой достижений советского театрального искусства.
Имело 7 межобластных отделений — Днепропетровское, Донецкое, Киевское, Львовское, Одесское, Симферопольское, Харьковское. Первичные организации были созданы во всех художественных заведениях Украины, которые возглавляли на местах известные театральные деятели, такие как, М. Водяной (Одесское межобластное отделение), В. Щёголев и др.
При УТО действовал Киевский театр «Дружба», пять домов актёра (культурно-образовательных заведений) — в Киеве, Донецке, Львове, Одессе, Харькове.
В составе УТО на начало 1983 года было более 5000 членов.
Печатный орган УТО — журнал «Український театр», а такжа издания «Театрально-концертний Київ», «Театральний Львів», «Театральна Одеса», «Театральний Харків».
В 1987 году УТО было реорганизовано в Национальный союз театральных деятелей Украины. В 1991—2016 его возглавлял Народный артист Украины Л. Танюк. После его кончины новым председателем был избран Народный артист Украины Б. Струтинский.

## Награды
- Почётная грамота Президиума Верховного Совета РСФСР (5 июня 1969 года) — за большой вклад в развитие и укрепление взаимосвязей братских национальных культур и активное участие в проведении Декады украинской литературы и искусства в РСФСР[1].
- Почётная грамота Президиума Верховного Совета РСФСР (1979 год)[2].